# ヴィクトール・ルッツェ
ヴィクトール・ルッツェ（Viktor Lutze、1890年12月28日 - 1943年5月2日）は、ドイツの軍人、政治家。国家社会主義ドイツ労働者党（ナチス）の準軍事組織突撃隊（SA）の幹部。エルンスト・レームが粛清された後に代わって突撃隊幕僚長を務めた。陸軍の最終階級は中尉。

## 生涯

### 前半生
ヴェストファーレンのベヴェルゲルンに生まれた。ギムナジウムを卒業後、郵便局で働いたが、1912年にプロイセン陸軍の歩兵連隊に入隊した。第一次世界大戦には歩兵連隊所属の中尉として従軍した。数回負傷して左目を失った。
戦後に退役し、ドイツ民族防衛同盟に参加、さらにカメラートシャフト・シールの指導者となった。

### ナチス突撃隊
1922年に国家社会主義ドイツ労働者党（ナチス党）へ入党し、突撃隊員となる。1923年にフランス軍に占領されたルール地方での反仏闘争に参加した。1925年からルール大管区の副大管区指導者や突撃隊指導者を務めた。
1930年ドイツ国会選挙では南ハノーファー・ブラウンシュヴァイク選挙区から選出されナチ党国会議員となった。1930年に北部突撃隊指導者、1931年に北部突撃隊集団指導者に就任。1932年に第2突撃隊集団指導者、1933年に第6突撃隊集団指導者となり、これらの地位に基づきニーダーザクセン、ヴェストファーレン、ニーダーライン、北海などの突撃隊を管轄した。
1933年1月に突撃隊大将となる。ナチ党の権力掌握後の1933年3月にプロイセン州ハノーファー県の知事および警察本部長に就任し、1941年まで務めた。

### 長いナイフの夜
突撃隊内で高まる反ヒトラー、反国防軍の動きには関わらず、1934年3月には副総統ルドルフ・ヘスに突撃隊幕僚長エルンスト・レームの反ヒトラー言動を報告した。またルッツェは国防軍軍務局長ヴァルター・フォン・ライヒェナウ少将の突撃隊内の情報提供者でもあり、自分が反国防軍運動とは無関係であることを報告し、またレームの署名入り蜂起計画書を提出した。そのためライヒェナウから「無害なルッツェが未来の突撃隊幕僚長にふさわしい」などと評価された。
ルッツェの日記によると彼は6月22日にヒトラーに召集され、そこでレーム以下突撃隊幹部粛清の意思を告げられ、口外しないことを誓わされたという。粛清のあった6月30日、ルッツェはヒトラーに同道して突撃隊幹部を集めたバイエルン州バート・ヴィースゼーに向かい、レーム以下突撃隊幹部の逮捕に居合わせた。逮捕された突撃隊幹部エドムント・ハイネスはルッツェに助けを求めたが、ルッツェは苦渋の心境で拒否したという。その後ミュンヘンの党本部で行われた誰を処刑すべきかの会議においてヒトラーから意見を求められたが、ルッツェは「自分は誰が非難されるべきか、誰がレームの共犯なのか知りません」と答えて退席したという。

### 突撃隊幕僚長

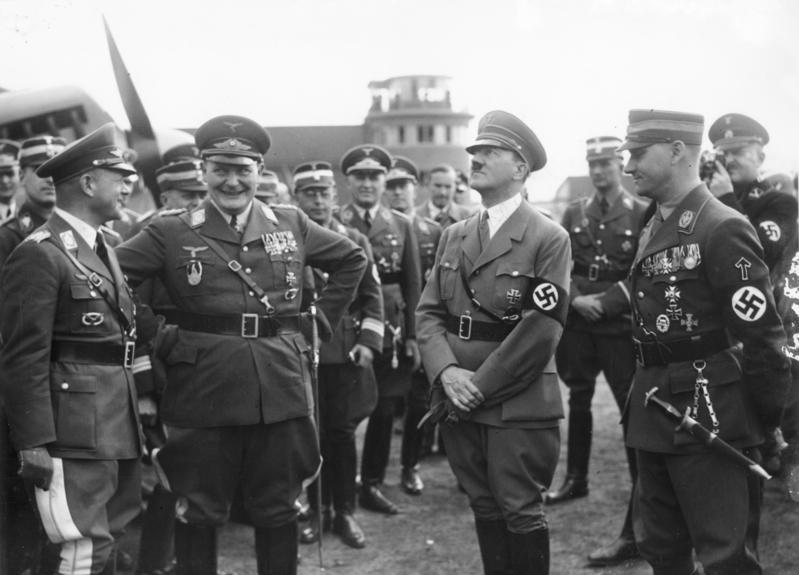
左からミルヒ、ゲーリング、ヒトラー、ルッツェ（1936年）

1934年7月1日付けでレームに代わって突撃隊幕僚長に任じられた。ヒトラーの指示にしたがってクルト・ダリューゲ親衛隊中将にドイツ東部での突撃隊の解体と再編を依頼することになった。ダリューゲによって突撃隊最高指導部の主要な政治部門はすべて解体され、その財産も提出させられた。事件後の突撃隊は親衛隊に組み入れられて急速に衰退し、青年の肉体訓練、国防軍入営者への軍事教練、行政機関や大管区の印刷物の配布、パレードなど政治的な影響力のない分野に限定された。
ルッツェは事件以降も、粛清の執行にあたった親衛隊に根深い憎悪を抱き続けた。1935年8月17日にはシュテッティンにあるホテルのレストランでの親衛隊将校もいる席上で、「ドイツ人は正義を好む。1934年6月30日の邪悪な行為にはいつか報復があるだろう」、「レームのやろうとしたことを気狂いかのように煽りたてたのは誰なのか。突撃隊ではない。罪深いのはもう一つの側だ。私はその名前を言える」「私は引き下がらない。たとえ強制収容所へ送られたとしてもだ」などと、親衛隊を非難する演説をはじめ、親衛隊将校に押しとどめられる場面があった。

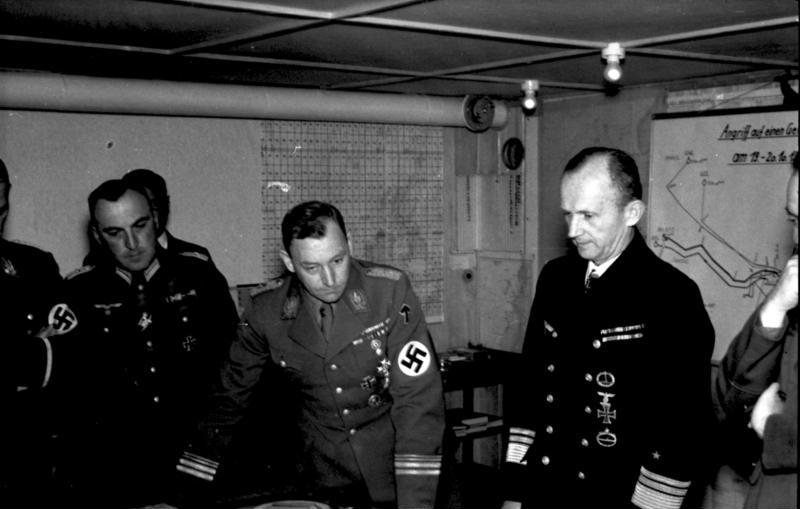
ルッツェとUボート艦隊司令長官デーニッツ（1941年）

1938年にブロンベルク罷免事件が発生すると、ルッツェは親衛隊に失脚させられたヴェルナー・フォン・ブロンベルク元帥とヴェルナー・フォン・フリッチュ上級大将、またフリッチュの後任として陸軍総司令官になったヴァルター・フォン・ブラウヒッチュと接触し、彼らを親衛隊攻撃計画に誘っている。ヨーゼフ・ゲッベルスも日記で「ルッツェはブラウヒッチュを先鋭的な反SS運動に巻き込もうとしている。彼はいたるところでSSを非難し、不平不満を漏らし、SAが差別されていると信じている。彼は誤った道に踏み込んだ」と、この事について触れている。
1938年11月の水晶の夜の際、ルッツェはゲッベルスの指示を無視して突撃隊の集団指導者たちに対して反ユダヤ暴動に参加しないよう命じていたが、結局多数の突撃隊員が党政治指導部の命令で暴動に参加した。 
1943年5月1日、自動車を運転中だったルッツェはポツダムの近くで交通事故を起こした。同乗していた長女インゲが死亡し、ルッツェも重傷となった。ポツダムの病院へ搬送されたが、翌日の晩には息を引き取った。52歳だった。突撃隊幕僚長の地位はヴィルヘルム・シェップマンが継承した。ルッツェにはナチ党の最高勲章であるドイツ勲章が追贈された。